# جامعة ساليرنو
جامعة ساليرنو (بالإيطالية: Università degli Studi di Salerno) هي جامعة
إيطالية مقرها مقاطعة ساليرنو، تضم عشر كليات، ومقرها الرئيسي في مدينة فيسكيانو وتوجد بعض الكليات في بارونيسي.

## العصور الوسطى
في العصور الوسطى، نشأت في منطقة ساليرنو مدرسة طبية مرموقة، وكان وجود هذه المدرسة سببًا في نمو وازدهار مدينة ساليرنو. وفي فترة زمنية سابقة، كانت في مدينة صغيرة تدعى فيليا ـ إلى الجنوب من ساليرنو ـ مدرسة طبية قصدها العديد من مشاهير تلك العصور للاستشفاء، وابتنوا لأنفسهم منازل أقاموا فيها أثناء استشفائهم، وكان من هؤلاء باولوس إميليوس وشيشرون وبروتس، وربما أيضًا هوراس وأغسطس.
غير أن غزوات البرابرة التي أعقبت سقوط الإمبراطورية الرومانية أدت إلى نزوح من تبقى من الأطباء من فيليا إلى مدينة ساليرنو المجاورة، حاملين معهم طبهم وتقاليدهم العلمية والفلسفية، لتتألف منهم نواة جامعة ساليرنو القديمة، التي صارت فيما بعد نموذجًا احتذى به غيرها من جامعات أوروبا.

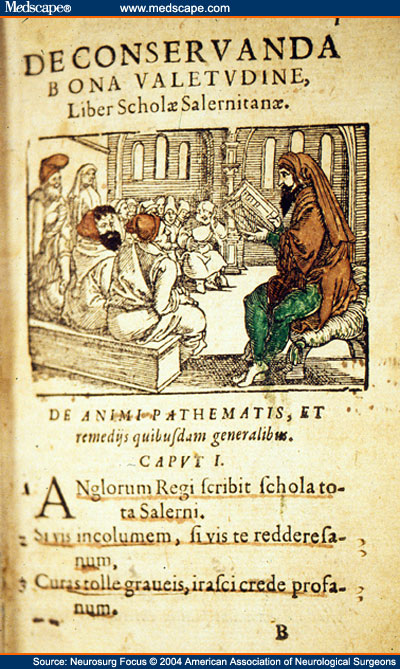
قسطنطين الأفريقي يحاضر في مدرسة ساليرنو

بلغت المدرسة الطبية الساليرنية (باللاتينية: Schola Medica Salernitana) أوج مجدها بين القرنين العاشر والثالث عشر الميلاديين، وبرز من أساطينها آنذاك ألفانوس الساليرني وقسطنطين الإفريقي، الذي جعل ساليرنو جديرة بلقب «مدينة أبقراط» (باللاتينية: Hippocratica Civitas)، لوجود نخبة من ألمع الأطباء والرياضياتيين الإغريق بها آنذاك.
توافد الناس على ساليرنو من أقطار الأرض، ساعين إما إلى التداوي وإما إلى تعلم صنعة الطب، وطبقت شهرة المدرسة الساليرنية الآفاق، كما يستدل عليه من شهادات مؤرخي تلك الحقبة ومن المخطوطات التي خلفها أطباء المدرسة واحتفظت بها العديد من المكتبات في أوروبا.
مزجت المدرسة الساليرنية الإرث الطبي الإغريقي واللاتيني مع التقاليد الطبية العربية واليهودية، وقد أدى هذا المزج الثقافي إلى اتساع المعرفة الطبية، وتعبر عن ذلك أسطورة تعزو تأسيس المدرسة إلى أربعة معلمين هم: هيلينوس اليهودي، وبونتوس الإغريقي، وأديلا العربي، وساليرنوس الروماني.
وقد سمحت مدرسة ساليرنو للنساء بتعلم وممارسة الطب، ودُرست فيها إلى جانب الطب علوم الفلسفة واللاهوت والقانون.

## العصر الحديث
في عام 1944، تأسس معهد جوفاني كومو الجامعي للتربية، مستلهمًا التقاليد العريقة لمدرسة ساليرنو، وفي عام 1968 مُنح المعهد رسميًا صفة جامعة حكومية سميت بجامعة ساليرنو، وتزايد عدد طلبة الجامعة منذ ذلك الحين حتى صار في العصر الحالي يربو على أربعين ألف طالب.

## الكليات

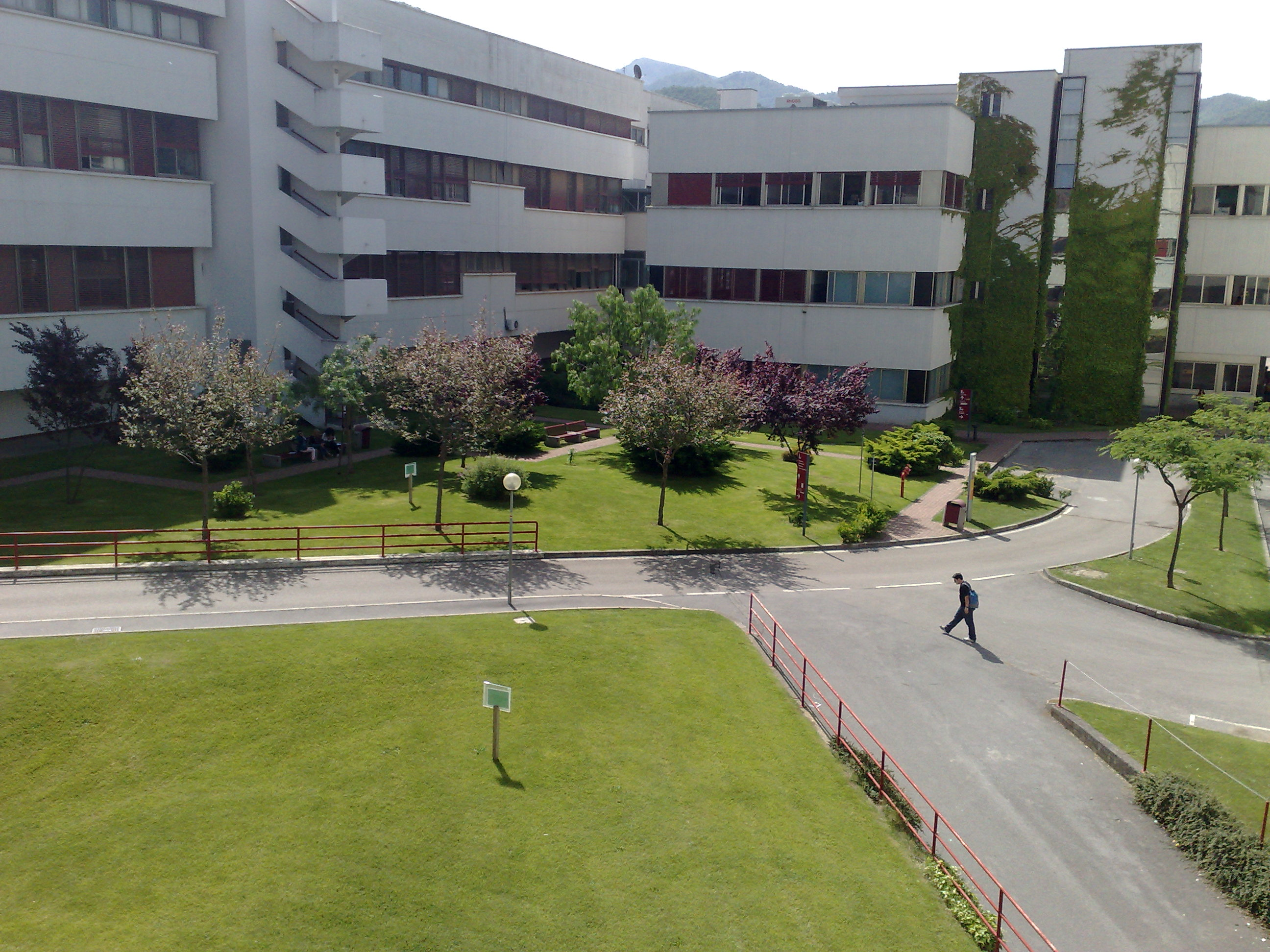
إحدى قاعات محاضرات كلية الهندسة

تنقسم جامعة ساليرنو إلى عشر كليات هي:
1. كلية الاقتصاد
2. كلية الإنسانيات
3. كلية الصيدلة
4. كلية الطب والجراحة
5. كلية علوم التربية
6. كلية العلوم السياسية
7. كلية العلوم الطبيعية والرياضيات والفيزياء
8. كلية القانون
9. كلية اللغات والآداب الأجنبية
10. كلية الهندسة

## الحياة الجامعية
تعد جامعة ساليرنو واحدة من أهم جامعات الجنوب الإيطالي، ويدرس بها أكثر من 40 ألف طالب في عشر كليات تتوزع بين حرمي فيسكيانو وبارونيسي، وتضم مكتبة الجامعة (مكتبة إدواردو كايانييللو Biblioteca Eduardo R. Caianiello) أكثر من 400 ألف مجلد، ممثلة واحدة من أكبر المكتبات في إيطاليا. وتجرى أثناء العام الأكاديمي العديد من الفعاليات الثقافية والفنية التي يشترك فيها الطلاب جنبًا إلى مدرسيهم.

## من مشاهير الأساتذة
- إدواردو سانغوينيتي: شاعر إيطالي، عمل أستاذًا للأدب الإيطالي بالجامعة بين عامي 1970 و1974.

## وصلات خارجية
- (بالإيطالية) الموقع الرسمي للجامعة